# Крупин
Крупи́н — село в Україні, у Хмільницькій міській громаді Хмільницького району Вінницької області. Населення становить 160 осіб.

## Історія
1 листопада 1921 р. під час Листопадового рейду через Крупин проходила Подільська група (командувач Михайло Палій-Сидорянський) Армії Української Народної Республіки. Тут вона захопила у полон 20 московських кіннотників. Серед них було 7 комуністів, яких було розстріляно на місці. У полонених було відібрано 20 коней із сідлами, 20 крісів і 20 комплектів одягу.
12 червня 2020 року, відповідно до Розпорядження Кабінету Міністрів України № 707-р, «Про визначення адміністративних центрів та затвердження територій територіальних громад Вінницької області», увійшло до складу Хмільницької міської громади.
19 липня 2020 року, в результаті адміністративно-територіальної реформи і ліквідації колишнього Хмільницького району(1923-2020), село увійшло до складу новоутвореного Хмільницького району.